# Montet (Broye)
Pour les articles homonymes, voir Montet.
Montet est une localité et une ancienne commune suisse du canton de Fribourg, située dans le district de la Broye.

## Histoire
Dépendant de la seigneurie d'Estavayer au Moyen Âge, Montet fut rattaché au bailliage d'Estavayer de 1536 à 1798, puis au district d'Estavayer-le-Lac de 1798 à 1848. Charles le Téméraire y avait établi son camp militaire avant la bataille de Morat en 1476. Ce fut une propriété des familles Lanthen-Heid au XVIIe siècle, puis Praroman jusqu'à la fin du XVIIIe siècle.
Montet se sépara de la paroisse de Cugy en 1675 et forma une paroisse (grâce à la requête d'Anne Marie Lanthen-Heid), avec Frasses de 1701 à 1901 et Seiry de 1734 à 1900. Montet comptait six exploitations agricoles en 2000 (élevage et culture). La proximité de l'autoroute A1 (2001) amena un développement résidentiel.
En 2004, Montet fusionne avec ses voisines d'Aumont, Frasses et Granges-de-Vesin pour former la nouvelle commune de Les Montets.

## Patrimoine bâti
- L'église Sainte-Trinité (Au Village 8) abrite de remarquables retables baroques (1660-1663, restaurée en 1996-1998). Elles est inscrite aux biens culturels d'importance nationale du canton de Fribourg.

- Le château de Montet (Au Village 11) accueillit une communauté de la Société du Sacré-Cœur de 1831 à 1847, l'orphelinat de l'institut Marini de 1882 à 1961, un institut d'enseignement secondaire tenu par les salvatoriens de 1961 à 1978, puis le Centre de rencontre et de formation du mouvement des Focolari depuis 1981 encore actif aujourd'hui.

## Toponymie
1274 : Montez

## Démographie
Montet comptait 184 habitants en 1811, 261 en 1850, 397 en 1900, 386 en 1950, 410 en 2000.